# Diocèse d'Oruro
Le diocèse d'Oruro (en latin : Dioecesis Orurensis ; en espagnol : Diócesis de Oruro) est un diocèse de l'Église catholique de la Bolivie suffragant de l'archidiocèse de Cochabamba.

## Territoire
Il comprend le département d'Oruro ce qui correspond à un territoire d'une superficie de 53 388 km divisé en 51 paroisses. 
L'évêché est dans la ville d'Oruro où se trouve la cathédrale de l'Assomption-de-la-Vierge. La chapelle des sœurs missionnaires croisées de l'Église conserve le corps de sainte Nazaria Ignazia March Mesa.

## Histoire
Le diocèse est érigé le 11 novembre 1924 par la constitution apostolique Praedecessoribus Nostris du pape Pie XI en prenant une partie du territoire de l'archidiocèse de Sucre.
Suffragant de Sucre lors de sa création, il intègre le 18 juin 1943 la province ecclésiastique de l'archidiocèse de La Paz. Il est nommé suffragant de l'archidiocèse de Cochabamba le 30 juillet 1975.
Par la lettre apostolique du 22 octobre 1963, le pape Paul VI proclame la Vierge Marie et l'apôtre saint Philippe comme principaux
patrons du diocèse.

## Évêques
- Abel Isidoro Antezana y Rojas, C.M.F (13 novembre 1924 - 16 janvier 1938), nommé évêque de La Paz
- Ricardo Chávez Álcazar (27 janvier 1938 - 30 septembre 1949)
  - Sede vacante (1949-1951)
- Bertoldo Bühl, O.F.M (26 octobre 1951 - 17 juin 1953)
- Luis Aníbal Rodríguez Pardo (17 juin 1953 - 28 juillet 1956), nommé archevêque coadjuteur de Cochabamba
- Jorge Manrique Hurtado (28 juillet 1956 - 27 juillet 1967), nommé archevêque de La Paz
- René Fernández Apaza (2 mars 1968 - 21 novembre 1981), nommé archevêque coadjuteur de Sucre
- Julio Terrazas Sandoval, C.Ss.R (9 janvier 1982 - 6 février 1991), nommé archevêque de Santa Cruz de la Sierra
- Braulio Sáez García (es), O.C.D (7 novembre 1991 - 11 septembre 2003), nommé évêque auxiliaire de Santa Cruz de la Sierra
- Krzysztof Bialasik, S.V.D (30 juin 2005 - )